# Том Фіцджеральд
Том Фіцджеральд (англ. Tom Fitzgerald; нар. 28 серпня 1968, Біллеріка, Массачусетс) — колишній американський хокеїст, що грав на позиції крайнього нападника. Грав за збірну команду США.
Володар Кубка Стенлі. Провів понад тисячу матчів у Національній хокейній лізі.

## Ігрова кар'єра
Хокейну кар'єру розпочав 1986 року.
1986 року був обраний на драфті НХЛ під 17-м загальним номером командою «Нью-Йорк Айлендерс».
Протягом професійної клубної ігрової кар'єри, що тривала 19 років, захищав кольори команд «Нью-Йорк Айлендерс», «Флорида Пантерс», «Колорадо Аваланч», «Нашвілл Предаторс», «Чикаго Блекгокс», «Торонто Мейпл-Ліфс» та «Бостон Брюїнс».
Загалом провів 1175 матчів у НХЛ, включаючи 78 ігор плей-оф Кубка Стенлі.
Виступав за збірну США, провів 20 ігор в її складі.

## Подальша кар'єра
Свого часу був асистентом генерального менеджера «Нью-Джерсі Девілс», як асистент головного тренера «Піттсбург Пінгвінс» став володарем Кубка Стенлі.

## Статистика

### Клубні виступи
| Сезон        | Клуб                         | Ліга         | Регулярний сезон | Регулярний сезон | Регулярний сезон | Регулярний сезон | Регулярний сезон | Плей-оф | Плей-оф | Плей-оф | Плей-оф | Плей-оф |
| Сезон        | Клуб                         | Ліга         | І                | Г                | П                | О                | ШХ               | І       | Г       | П       | О       | ШХ      |
| ------------ | ---------------------------- | ------------ | ---------------- | ---------------- | ---------------- | ---------------- | ---------------- | ------- | ------- | ------- | ------- | ------- |
| 1986–87      | «Коледж Провіденса»          | ХС           | 27               | 8                | 14               | 22               | 22               | —       | —       | —       | —       | —       |
| 1987–88      | «Коледж Провіденса»          | ХС           | 36               | 19               | 15               | 34               | 50               | —       | —       | —       | —       | —       |
| 1988–89      | «Спрингфілд Індіанс»         | АХЛ          | 61               | 24               | 18               | 42               | 43               | —       | —       | —       | —       | —       |
| 1988–89      | «Нью-Йорк Айлендерс»         | НХЛ          | 23               | 3                | 5                | 8                | 10               | —       | —       | —       | —       | —       |
| 1989–90      | «Спрингфілд Індіанс»         | АХЛ          | 53               | 30               | 23               | 53               | 32               | 14      | 2       | 9       | 11      | 13      |
| 1989–90      | «Нью-Йорк Айлендерс»         | НХЛ          | 19               | 2                | 5                | 7                | 4                | 4       | 1       | 0       | 1       | 4       |
| 1990–91      | «Кепітал Дістрікт Айлендерс» | АХЛ          | 27               | 7                | 7                | 14               | 50               | —       | —       | —       | —       | —       |
| 1990–91      | «Нью-Йорк Айлендерс»         | НХЛ          | 41               | 5                | 5                | 10               | 24               | —       | —       | —       | —       | —       |
| 1991–92      | «Кепітал Дістрікт Айлендерс» | АХЛ          | 4                | 1                | 1                | 2                | 4                | —       | —       | —       | —       | —       |
| 1991–92      | «Нью-Йорк Айлендерс»         | НХЛ          | 45               | 6                | 11               | 17               | 28               | —       | —       | —       | —       | —       |
| 1992–93      | «Нью-Йорк Айлендерс»         | НХЛ          | 77               | 9                | 18               | 27               | 34               | 18      | 2       | 5       | 7       | 18      |
| 1993–94      | «Флорида Пантерс»            | НХЛ          | 83               | 18               | 14               | 32               | 54               | —       | —       | —       | —       | —       |
| 1994–95      | «Флорида Пантерс»            | НХЛ          | 48               | 3                | 13               | 16               | 31               | —       | —       | —       | —       | —       |
| 1995–96      | «Флорида Пантерс»            | НХЛ          | 82               | 13               | 21               | 34               | 75               | 22      | 4       | 4       | 8       | 34      |
| 1996–97      | «Флорида Пантерс»            | НХЛ          | 71               | 10               | 14               | 24               | 64               | 5       | 0       | 1       | 1       | 0       |
| 1997–98      | «Флорида Пантерс»            | НХЛ          | 69               | 10               | 5                | 15               | 57               | —       | —       | —       | —       | —       |
| 1997–98      | «Колорадо Аваланч»           | НХЛ          | 11               | 2                | 1                | 3                | 22               | 7       | 0       | 1       | 1       | 20      |
| 1998–99      | «Нашвілл Предаторс»          | НХЛ          | 80               | 13               | 19               | 32               | 48               | —       | —       | —       | —       | —       |
| 1999–00      | «Нашвілл Предаторс»          | НХЛ          | 82               | 13               | 9                | 22               | 66               | —       | —       | —       | —       | —       |
| 2000–01      | «Нашвілл Предаторс»          | НХЛ          | 82               | 9                | 9                | 18               | 71               | —       | —       | —       | —       | —       |
| 2001–02      | «Нашвілл Предаторс»          | НХЛ          | 63               | 7                | 9                | 16               | 33               | —       | —       | —       | —       | —       |
| 2001–02      | «Чикаго Блекгокс»            | НХЛ          | 15               | 1                | 3                | 4                | 6                | 5       | 0       | 0       | 0       | 4       |
| 2002–03      | «Торонто Мейпл-Ліфс»         | НХЛ          | 66               | 4                | 13               | 17               | 57               | 7       | 0       | 1       | 1       | 4       |
| 2003–04      | «Торонто Мейпл-Ліфс»         | НХЛ          | 69               | 7                | 10               | 17               | 52               | 10      | 0       | 0       | 0       | 6       |
| 2005–06      | «Бостон Брюїнс»              | НХЛ          | 71               | 4                | 6                | 10               | 40               | —       | —       | —       | —       | —       |
| Усього в НХЛ | Усього в НХЛ                 | Усього в НХЛ | 1097             | 139              | 190              | 329              | 776              | 78      | 7       | 12      | 19      | 90      |

### Збірна
| Рік                | Команда            | Турнір             | Місце              | І  | Г | П | О | ШХ |
| ------------------ | ------------------ | ------------------ | ------------------ | -- | - | - | - | -- |
| 1987               | США                | МЧС                | 4-е                | 7  | 3 | 0 | 3 | 2  |
| 1989               | США                | ЧС                 | 6-е                | 10 | 0 | 2 | 2 | 12 |
| 1991               | США                | ЧС                 | 4-е                | 10 | 1 | 0 | 1 | 6  |
| Молодіжна збірна   | Молодіжна збірна   | Молодіжна збірна   | Молодіжна збірна   | 7  | 3 | 0 | 3 | 2  |
| Національна збірна | Національна збірна | Національна збірна | Національна збірна | 20 | 1 | 2 | 3 | 18 |